# Playmobil FunPark
Koordinaten: 49° 25′ 50″ N, 10° 56′ 29″ O
Der Playmobil FunPark Zirndorf ist ein Freizeitpark der Firma geobra Brandstätter, dem Hersteller von Playmobil.

## Idee
Die Idee eines Playmobil-Freizeitparks hatte Horst Brandstätter, der damit auch dem Bewegungsmangel der Kinder entgegenwirken wollte. Schwerpunkt sind daher nicht Fahrgeschäfte, sondern Spielstationen, die das Mitwirken der Besucher erfordern.

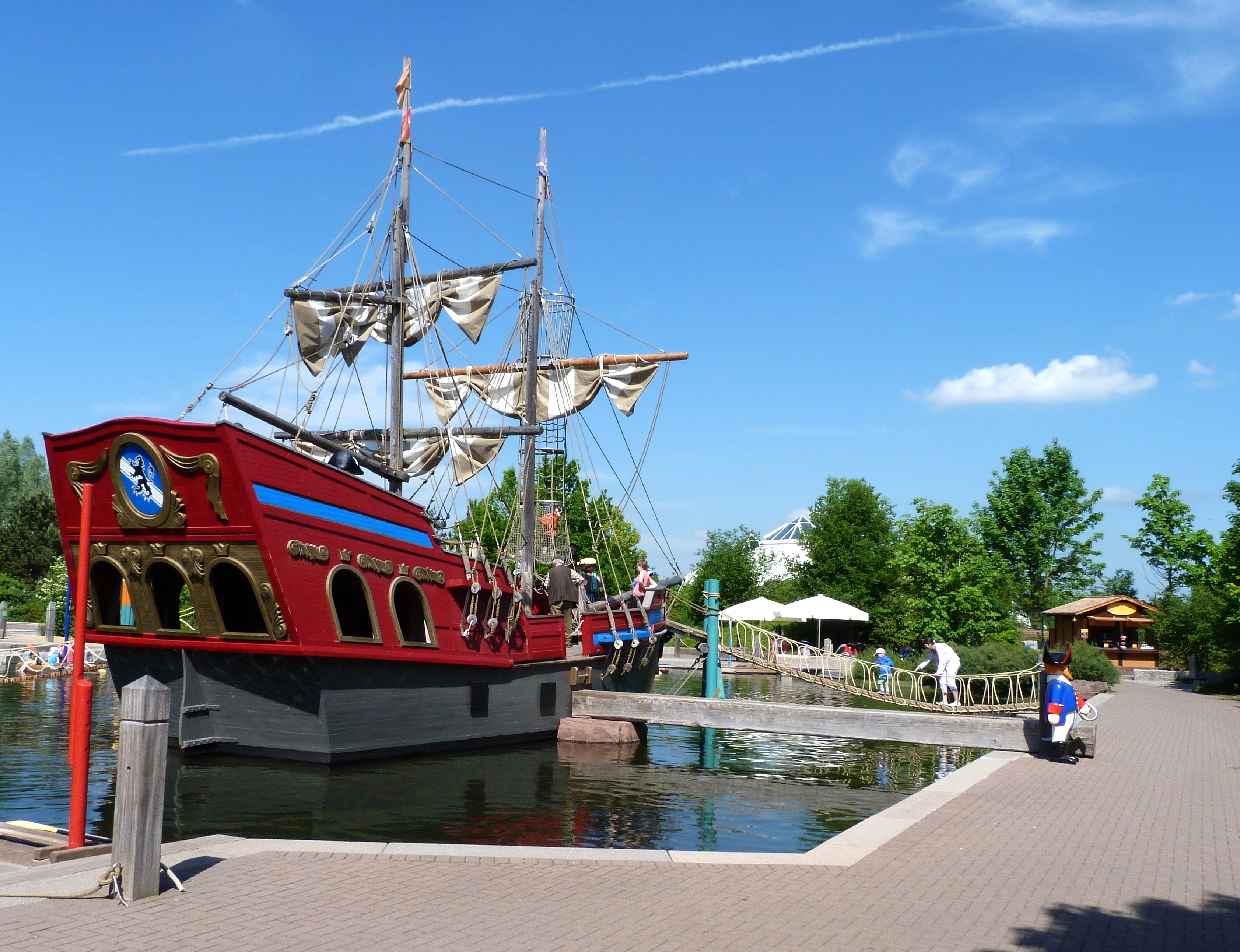
Das Piratenschiff (bis 2018)

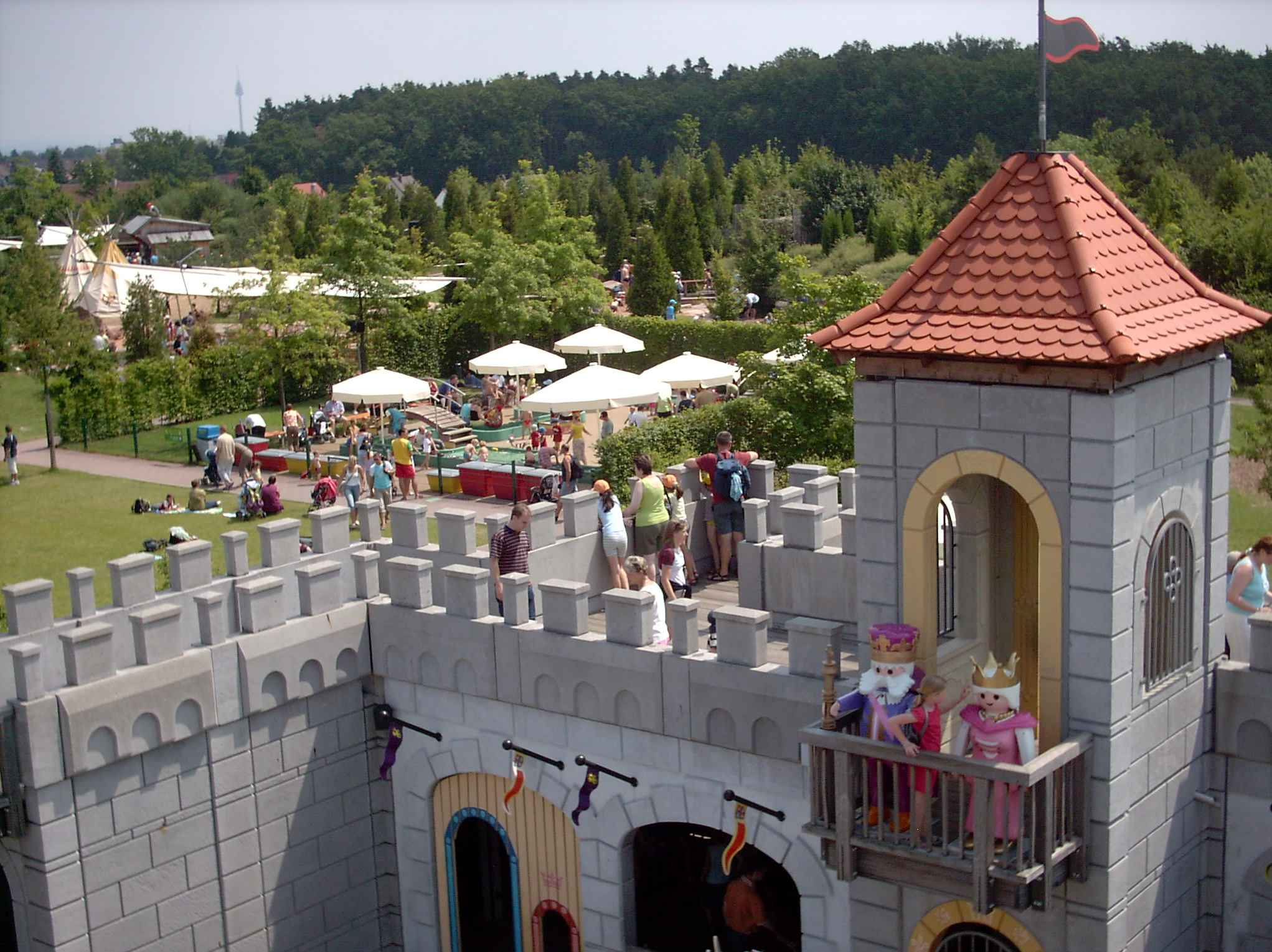
Die Ritterburg

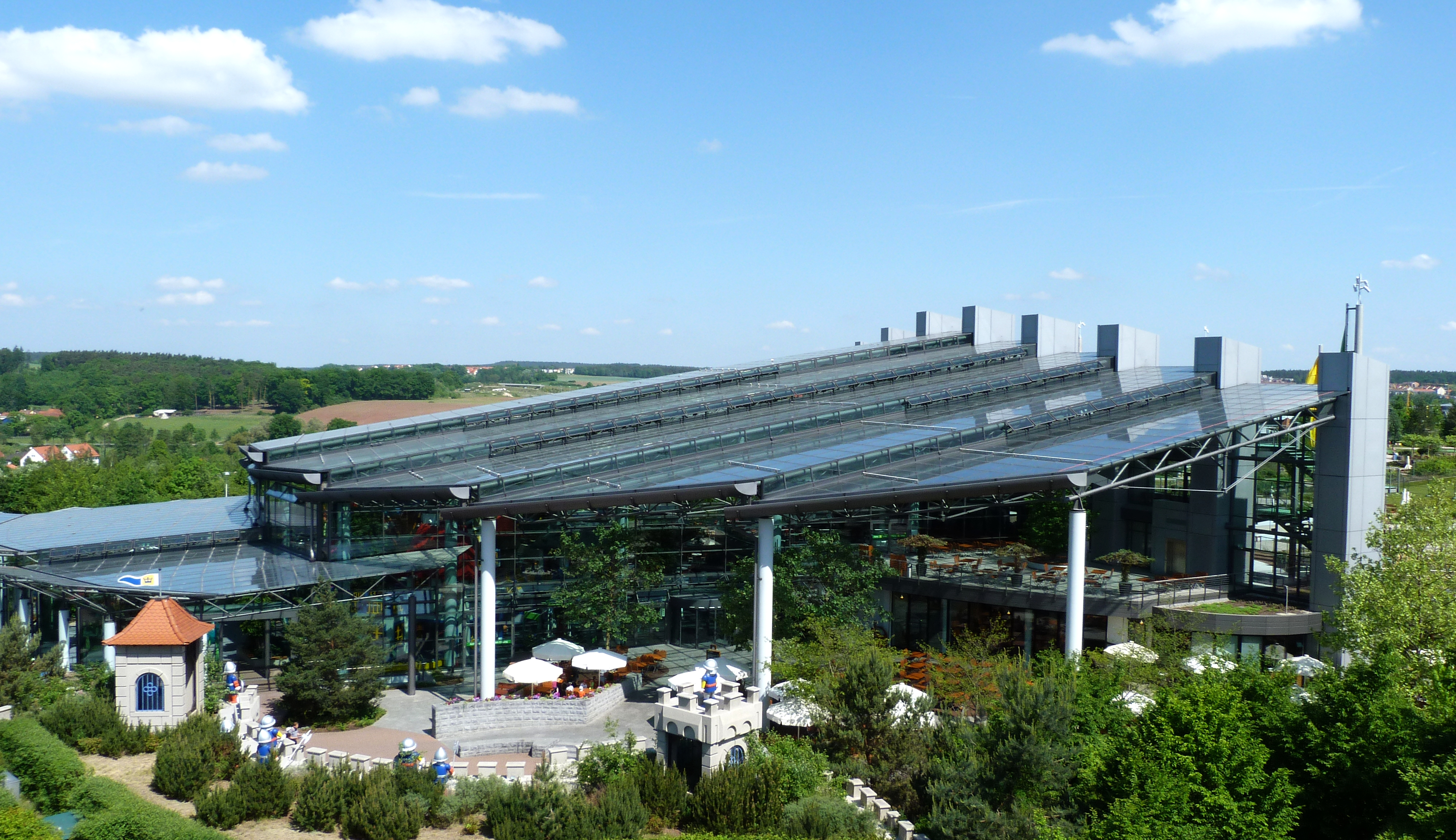
Das HOB-Erlebniscenter

## Geschichte
Die Gründung des ersten FunParks bei Zirndorf im Landkreis Fürth am Stammsitz von Playmobil reicht bis Anfang der 1990er-Jahre zurück. Der erste Spatenstich des heutigen Außenbereichs erfolgte im Juni 1998, im Mai 2000 wurde er offiziell eingeweiht. Im Jahre 2002 wurde ein Playmobil-Hotel dazugebaut.

## Aufbau
Der Park ist 90.000 m² groß und stellt die Nachnutzung einer Brachfläche dar. Große Teile des Parks befinden sich auf dem Gelände einer ehemaligen Mülldeponie. Das austretende Sickerwasser wird regelmäßig beprobt und sämtliche Spielgeräte und Aufbauten wurden zum Schutz der Deponieabdeckung auf selbsttragenden Plattenfundamenten errichtet.

### Playmobil-Spielwelten
- Piraten (seit 2000; Wiedereröffnung mit Überarbeitung 2019)[2][7]
- Ritterburg (seit 2000[2]; neue Außendesigns in den Jahren 2004, 2010 und seit 2015)
- Bauernhof (seit 2003)[8]
- Westerncity & Goldmine (seit 2001, 2006, 2016)[9][10]
- Polizeistation (seit 2015)[11]
- Feenwelt (seit 2018)[12]
- Meerjungfrauen (seit 2020)[13]
- Baumhaus & Dinos (seit 2005 & 2010)[14]
- Bienen Erlebnispfad (seit 2024)
- Baustelle (seit 2025)[15]

### Wasserspielplätze
- Arche Noah mit Wasserkanal (seit 2000, 2007)[16]
- Wasserspielplatz (seit 2000, 2017)[2][17]
- Power-Paddelboote (seit 2012)[18]

### Aktivspielplätze
- Rutschhang (seit 2000)[2]
- Okta-Kletternetz (seit 2000)[2]
- Balancier-Parcours (seit 2011)[19]
- AktivPark (seit 2008, wird jährlich erneuert)[20]
- Minigolf (seit 2006)[21]

### Indoor-Bereiche
- HOB-Erlebniscenter (seit 2005)[22]
- Überdachter Klettergarten mit Lichterlabyrinth (seit 2004)[23]

## Weitere Standorte
Weitere Playmobil Funparks gibt es in Athen (Griechenland) und Ħal-Far (Malta). In Orlando (USA) gab es ebenfalls einen Playmobil Funpark, dieser wurde jedoch im Januar 2007 geschlossen, der Playmobil Funpark in Palm Beach Gardens (USA) wurde im Dezember 2017 geschlossen und auch der Playmobil FunPark France Fresnes (Frankreich), wurde Ende Juli 2022 definitiv geschlossen.